# Бенито Хуарес
Бенито Пабло Хуарес Гарсия (на испански: Benito Pablo Juárez García) е мексикански политик, президент на Мексико от 1861 до 1872 г. (пет мандата: 1: 1858 – 1861, 2: 1861 – 1865, 3:  1865 – 1867, 4: 1867 – 1871 и 5: 1871 – 1872). Той е сапотек и единственият чистокръвен индианец, заемал този пост. С либералните си реформи и съпротивата на френската окупация, Хуарес се превръща в национален герой на Мексико.

## Биография
Бенито Хуарес е роден през 1806 в Сан Пабло Гуелатао, село днешния щат Оахака. Родителите му са селяни, които умират преди той да навърши 4 години. През 1818 отива в град Оахака, където живее по-голямата му сестра. По това време той е неграмотен и не знае испански. Започва да се самообразова, докато францисканецът Антонио Салануева забелязва интелигентността му и му помага да постъпи в градската семинария.
След като през 1827 завършва семинарията, Хуарес започва да учи право. През 1834 вече е адвокат, а през 1842 – съдия. Той е един от изявените дейци на либералното движение и през 1847 е става губернатор на щата Оахака. Заради противопоставянето си на диктатурата на Антонио Лопес де Санта Ана, през 1853 е изпратен в изгнание. Той живее в Нови Орлеан, където известно време работи в тютюнева фабрика.
След падането на Санта Ана през 1855 и установяването на временното правителство на Хуан Алварес, Хуарес се завръща в Мексико. Той става основен поддръжник на започналите реформи и един от водачите на крайните либерали. Предложеният от него през 1855 Закон Хуарес премахва привилегиите на духовенството и военните и установява равенството на гражданите пред закона. След приемането на новата конституция през 1857, Хуарес става вицепрезидент на избрания за президент умерен либерал Игнасио Комонфорт.
В края на същата година консерваторите, водени от генерал Фелис Сулоага, извършват преврат с подкрепата на духовенството и армията. Хуарес е арестуван, но успява да избяга и оглавява съпротивата по време на Реформистката война, първоначално в Куеретаро, а след това във Веракрус. През 1859 той обявява национализацията на имуществото на църквата. Въпреки първоначалните успехи на консерваторите, либералите успяват да обърнат войната в своя полза и в началото на 1861 превземат столицата Мексико. Бенито Хуарес е избран за президент.
Изправен пред тежки финансови проблеми в разорената от гражданската война страна, Хуарес прекратява плащанията по външния дълг. Това предизвиква намесата на Испания, Великобритания и Франция, които съвместно установяват контрол над митницата във Веракрус през 1861. Малко по-късно Испания и Великобритания се изтеглят, но френският император Наполеон III използва повода, за да започне Френската интервенция в Мексико. Той се стреми да установи консервативен марионетен режим, начело с Максимилиан Хабсбургски като император на Мексико.
След първоначалните успехи на мексиканците, през 1863 французите предприемат нова офанзива и принуждават Хуарес да се оттегли в северните части на страната. Въпреки това те не успяват да установят пълен контрол над територията и войната продължава. Самият Максимилиан симпатизира по-скоро на либералите и дори предлага на Хуарес поста министър-председател. Хуарес отказва да му сътрудничи, а тези маневри карат консерваторите да загубят доверие в Максимилиан.
През 1866, изправени пред заплахата за намеса във войната на Съединените щати и изострящите се отношения с Прусия, французите се изтеглят от Мексико. Изгубил почти всякаква местна подкрепа, Максимилиан бързо губи войната. През 1867 последните императорски войски са унищожени, а Максимилиан е осъден на смърт за измяна от военен съд. Въпреки международния натиск, Хуарес отказва да го помилва и той е екзекутиран на 19 юни 1867.
През 1867 и 1871 Хуарес е преизбран за президент, използвайки служебното си положение за привличане на гласове. Той умира от инфаркт през 1872 и президент става неговият външен министър Себастиан Лердо де Техада.

## Други
- На Бенито Хуарес са кръстени:
  - Градът Сиудад Хуарес
  - Летището в Мексико Сити
  - италианският политик Бенито Мусолини (1883 – 1945)
  - 49 ОУ Бенито Хуарес в София
- Неговият правнук, Карлос Обрегон Сантачила е един от най-известните мексикански архитекти
- На номерата на колите в щата Оахака е изобразен неговият портрет.